# Luisenstraße 1 (Bad Honnef)

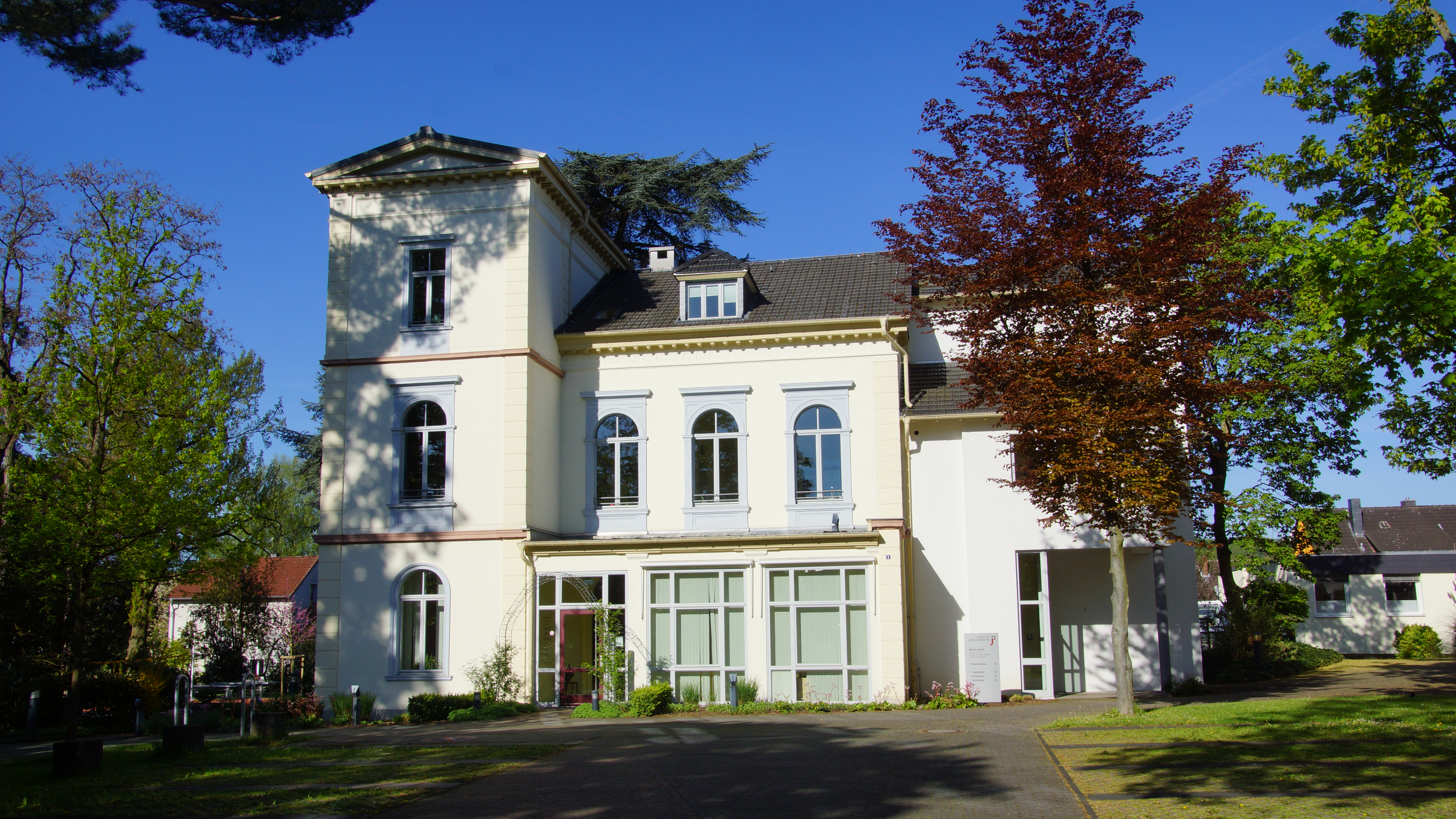
Villa Luisenstraße 1 (2016)

Das Gebäude Luisenstraße 1 ist eine Villa in Bad Honnef, einer Stadt im nordrhein-westfälischen Rhein-Sieg-Kreis, die von 1849 bis 1851 errichtet wurde. Sie gehört heute zur Rhein-Klinik. Die Villa steht als Baudenkmal unter Denkmalschutz.

## Geschichte

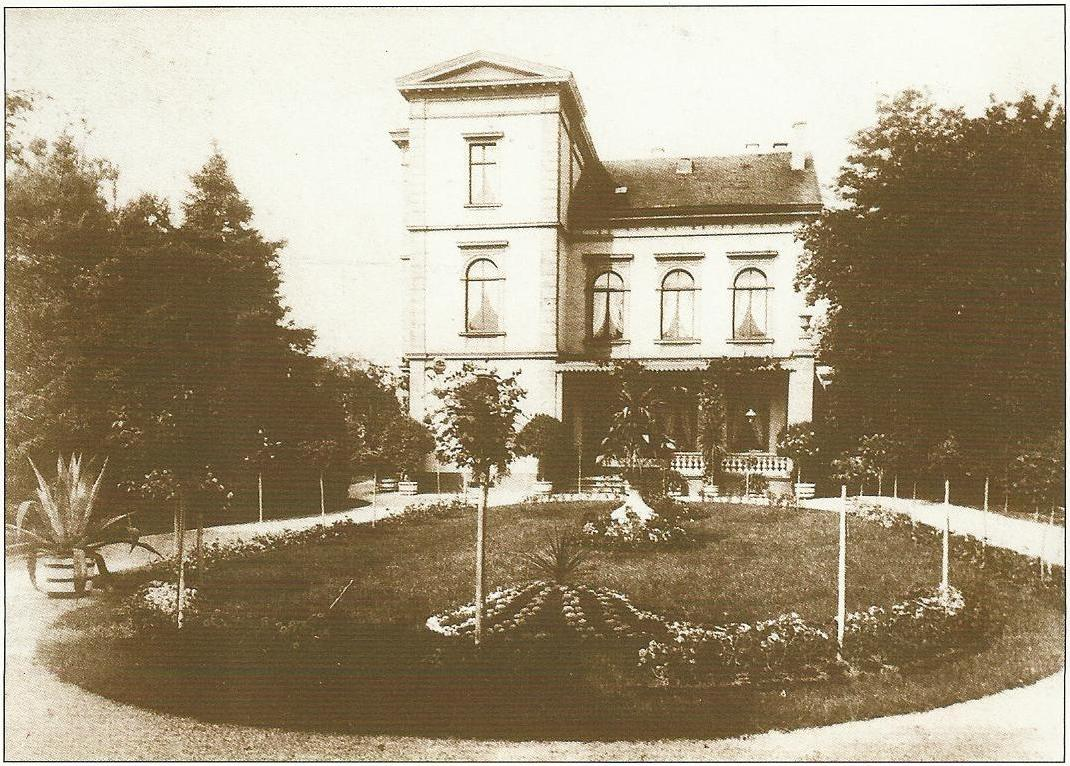
Ansicht um 1910

Die Villa entstand für den Bauherrn Dietrich Jakob Vißer. 1854 ging sie in den Besitz von Josef Herbertz über. Dessen Witwe ließ das Anwesen 1872 um eine Remise, ein Gewächshaus, einen Stall und eine Waschküche erweitern. Ab 1882 gehörte die Villa Da Bocha Vianna Francesco Pereira. 1888 erwarb sie Hugo von Obernitz, General und Adjutant Kaiser Wilhelms II., nach seiner Verabschiedung als Alterswohnsitz. Er bewohnte das Anwesen mit seiner Frau Anna von Usedom bis zu seinem Tod im Jahre 1901. Der nachfolgende Besitzer, nach dem das Haus „Villa Modersohn“ genannt wurde, war hier etwa 50 Jahre wohnhaft. 1979 verkaufte ein örtliches Unternehmen als zwischenzeitlicher Eigentümer die Villa mit einem Grundstück von 5.500 m² an den Träger der nördlich benachbarten Rhein-Klinik, das Evangelische Johanneswerk. Er beabsichtigte, das Gebäude für einen Erweiterungsbau der Klinik abzureißen. Da seinerzeit der Denkmalwert der Villa erkannt und sie daher wenige Monate nach dem Verkauf unter Denkmalschutz gestellt wurde, scheiterte diese Planung.
Ab 1984 war die Villa unbewohnt. 1988 wurde sie durch eine fahrlässige Brandstiftung teilweise, besonders im Innern, zerstört und erhielt anschließend unter Beachtung des Originalzustands zwei neue Dächer. Ab 1991 war eine Sanierung der Villa für die Rhein-Klinik vorgesehen, die konkrete Nutzung der Liegenschaft blieb zunächst offen. Ab 1997 beabsichtigte die Leitung der Klinik, dort eine Tagesklinik für psychotherapeutische Medizin einzurichten. Auf den dafür 1999 an die Landesregierung gestellten Antrag hin wurde 2002 ein positiver Bescheid erteilt, die entsprechenden Finanzmittel 2003 bewilligt. Die Bauarbeiten, bei denen auch ein Anbau und ein Wintergarten entstanden, begannen im November 2004 und waren Anfang 2006 abgeschlossen. Im folgenden Frühjahr nahm die neue, teilstationäre Tagesklinik mit 16 Plätzen bei einer Nutzfläche von 500 m² ihren Betrieb auf. Sie war zu Beginn eine von wenigen Einrichtungen dieser Art in der Region.
Die Eintragung der Villa in die Denkmalliste der Stadt Bad Honnef erfolgte am 16. März 1984.

## Architektur
Stilistisch lässt sich die Villa der italienischen Neorenaissance zurechnen. Sie umfasst 16 Räume. Erhalten haben sich neben der zuletzt restaurierten Außenfassade im Innern die grundsätzliche Raumstruktur und der ursprüngliche Marmorboden im Erdgeschoss, während die beschädigten Stuckdecken bei der jüngsten Sanierung nicht rekonstruiert wurden. Der Eingangsbereich verfügt über eine verglaste Veranda, von der Terrasse des neu entstandenen Wintergartens führt eine Freitreppe in den Garten. Der Keller ist tonnengewölbt. Zu der Villa gehört eine umfangreiche Parkanlage.